# Kristie Boogert
Kristie Boogert (Rotterdam, 16 dicembre 1973) è un'ex tennista olandese.

## Biografia
Entrò nel mondo professionistico a 18 anni. Nel 1994 vinse l'Open di Francia 1994 - Doppio misto in coppia con Menno Oosting sconfiggendo Larisa Neiland e Andrej Ol'chovskij con il risultato di 7–5, 3–6, 7–5.
Nel 1996 vinse il BGL-BNP Paribas Open Luxembourg doppio in coppia con Nathalie Tauziat, battendo Barbara Rittner e Dominique Monami con 2-6, 6-4, 6-2. Nel ranking raggiunse la 50ª posizione il 12 maggio del 1997.
Ai Giochi della XXVII Olimpiade vinse una medaglia d'argento insieme alla sua compagna Miriam Oremans. Nello stesso anno perse la finale del GDF SUEZ Grand Prix contro l'italiana Tathiana Garbin.

## Statistiche

### Risultati in progressione
| Sigla | Risultato               |
| ----- | ----------------------- |
| V     | Vincitore               |
| F     | Finalista               |
| SF    | Semifinalista           |
| O     | Oro olimpico            |
| A     | Argento olimpico        |
| SF    | Bronzo olimpico         |
| QF    | Quarti di Finale        |
| 4T    | Quarto turno            |
| 3T    | Terzo turno             |
| 2T    | Secondo turno           |
| 1T    | Primo turno             |
| RR    | Round Robin             |
| LQ    | Turno di qualificazione |
| A     | Assente                 |
| ND    | Non disputato           |

| Legenda superfici    |
| -------------------- |
| Cemento              |
| Terra battuta        |
| Erba                 |
| Superficie variabile |

#### Singolare nei tornei del Grande Slam
| Torneo          | 1992 | 1993 | 1994 | 1995 | 1996 | 1997 | 1998 | 1999 | 2000 | 2001 | 2002 | 2003 |
| --------------- | ---- | ---- | ---- | ---- | ---- | ---- | ---- | ---- | ---- | ---- | ---- | ---- |
| Australian Open | A    | A    | 2T   | 3T   | 3T   | 3T   | 2T   | 1T   | 2T   | 1T   | 2T   | A    |
| Open di Francia | 1T   | 2T   | 2T   | 2T   | 2T   | 1T   | A    | 2T   | 1T   | 1T   | A    | A    |
| Wimbledon       | A    | 1T   | 3T   | 3T   | 3T   | 1T   | 2T   | 2T   | 2T   | 2T   | A    | A    |
| US Open         | A    | 2T   | 1T   | 1T   | 2T   | 1T   | 1T   | A    | 3T   | A    | A    | A    |

#### Doppio nei tornei del Grande Slam
| Torneo          | 1992 | 1993 | 1994 | 1995 | 1996 | 1997 | 1998 | 1999 | 2000 | 2001 | 2002 | 2003 |
| --------------- | ---- | ---- | ---- | ---- | ---- | ---- | ---- | ---- | ---- | ---- | ---- | ---- |
| Australian Open | A    | A    | 1T   | QF   | 3T   | 1T   | A    | 2T   | 1T   | 3T   | 3T   | 1T   |
| Open di Francia | A    | 1T   | 2T   | 3T   | 1T   | 2T   | A    | 1T   | 1T   | 1T   | 2T   | 1T   |
| Wimbledon       | A    | A    | 3T   | 3T   | 3T   | 2T   | 1T   | QF   | QF   | 2T   | 2T   | 1T   |
| US Open         | A    | A    | 3T   | 2T   | 3T   | 3T   | 1T   | A    | 1T   | 1T   | 2T   | 1T   |

#### Doppio misto nei tornei del Grande Slam
| Torneo          | 1992 | 1993 | 1994 | 1995 | 1996 | 1997 | 1998 | 1999 | 2000 | 2001 | 2002 | 2003 |
| --------------- | ---- | ---- | ---- | ---- | ---- | ---- | ---- | ---- | ---- | ---- | ---- | ---- |
| Australian Open | A    | A    | A    | 1T   | 1T   | 1T   | 2T   | A    | SF   | A    | A    | 2T   |
| Open di Francia | A    | A    | V    | 2T   | QF   | 2T   | QF   | 2T   | SF   | A    | A    | A    |
| Wimbledon       | A    | A    | 1T   | 2T   | 2T   | 3T   | 2T   | 3T   | A    | 1T   | 1T   | 1T   |
| US Open         | A    | A    | 1T   | 2T   | 1T   | 1T   | 1T   | A    | 1T   | A    | A    | A    |

## Vittorie contro giocatrici Top 10
| Stagione | 1994 | 1995 | 1996 | 1997 | 1998 | 1999 | 2000 | Totale |
| Vittorie | 1    | 0    | 1    | 0    | 0    | 0    | 1    | 3      |

| #    | Giocatrice        | Ranking | Evento                                 | Superficie    | Turno | Punteggio        | Rank. KBR |
| ---- | ----------------- | ------- | -------------------------------------- | ------------- | ----- | ---------------- | --------- |
| 1994 |                   |         |                                        |               |       |                  |           |
| 1.   | Jana Novotná      | 6       | Toray Pan Pacific Open, Tokyo          | Sintetico (i) | 2T    | 4-6, 6-4, 6-1    | 90        |
| 1996 |                   |         |                                        |               |       |                  |           |
| 2.   | Magdalena Maleeva | 10      | Wilkinson Lady Championships, Rosmalen | Erba          | 1T    | 6-3, 6-3         | 63        |
| 2000 |                   |         |                                        |               |       |                  |           |
| 3.   | Nathalie Tauziat  | 5       | Faber Grand Prix, Hannover             | Sintetico (i) | 2T    | 6(3)-7, 7-5, 6-3 | 88        |